# سه‌پایه نقاشی

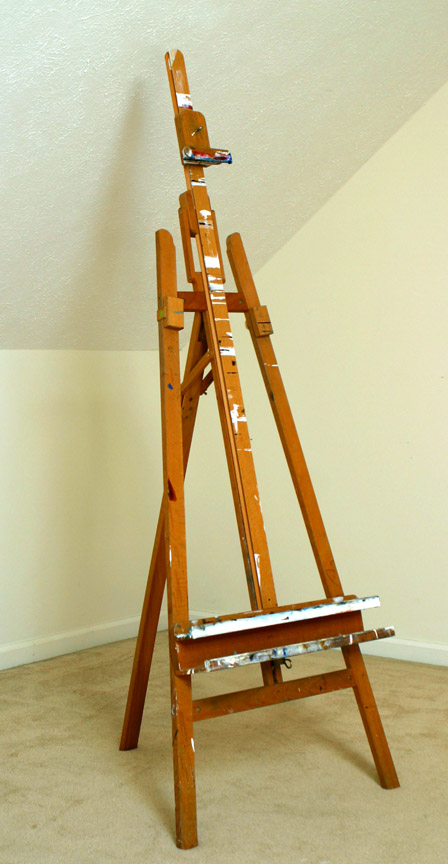
یک نمونه از سه‌پایه طراحی با یک مکانیزم خمیدگی ساخته شده از چوب

سه‌پایه نقاشی (انگلیسی: Easel) یک سه‌پایهٔ مورد استفاده در نقاشی است در جهت نمایش یا تعمیر و اصلاح چیزی (عموماً تابلوی نقاشی) که بر روی آن قرار داده‌اند، در یک زاویهٔ به تقریب ۲۰ درجه در حالت عمودی، سه‌پایهٔ نقاشی به منظور خاص در جهت حمایت و کمک به یک نقاش طراحی و تکمیل گردیده که می‌تواند به‌طور معمول در حالت ایستاده و نیز گاهی اوقات برای نمایش نقاشی به پایان رسیده مورد استفاده قرار گیرد، سه‌پایه هنرمندان هنوز هم به‌طور عمده از چوب ساخته می‌شود که بسیار کاربردی است و در طول قرنها یا حتی هزاران سال تنها کمی تغییر کرده، هر چند امروزه مواد جدیدی از جمله آلومینیوم و فولاد هم در ساخت سه‌پایه‌ها مورد استفاده قرار گرفته ولی به دلیل ضربه‌پذیری و سبک بودن، سه‌پایهٔ چوبی هنوز هم مقبولیت بیشتری دارد، اهمیت این سه‌پایه‌ها در زمان محبوبیت طراحی نقاشی‌ها با تکنیک نقاشی فضای باز بیشتر گردید.

## نگارخانه

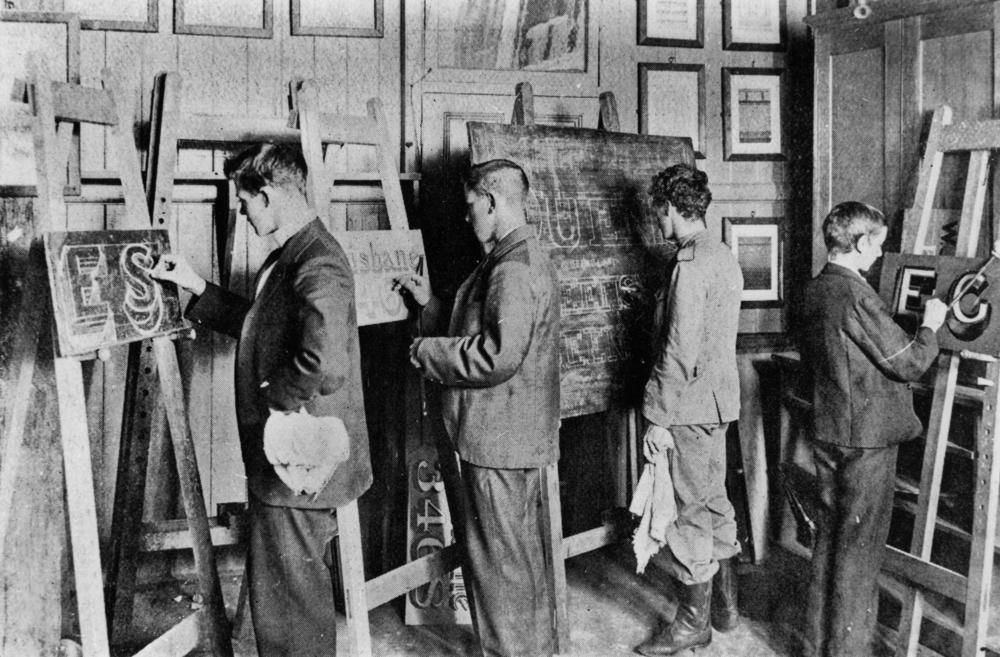
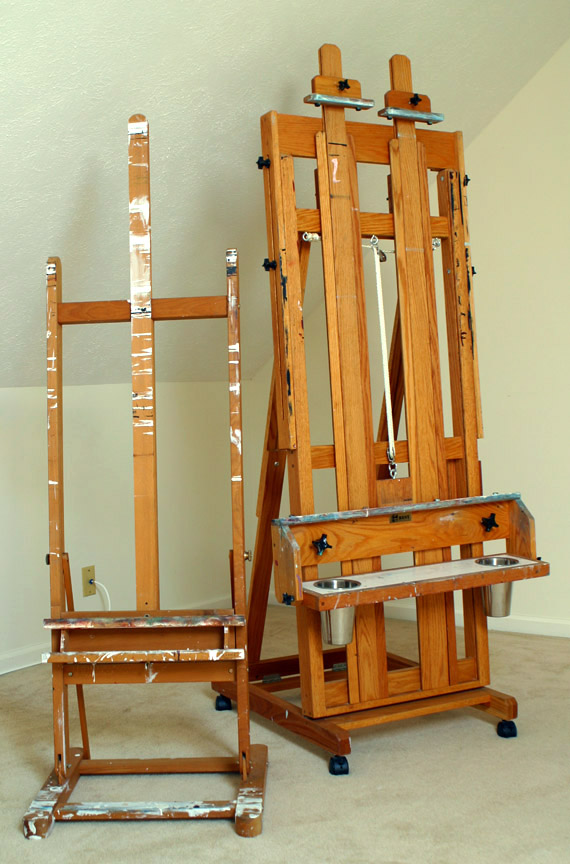